# Timarcha cerdo
Timarcha cerdo är en skalbaggsart som beskrevs av Carl Stål 1863. Timarcha cerdo ingår i släktet Timarcha och familjen bladbaggar. Inga underarter finns listade i Catalogue of Life.